# Rebels (EP)
Rebels —en español: Rebeldes— es un EP de la banda de rock estadounidense Black Veil Brides, y fue lanzado exclusivamente a través de ITunes el 13 de diciembre del 2011.
El EP contiene tres canciones nuevas, siendo la primera una canción titulada "Coffin", que quedó en el álbum de la banda, Set The World On Fire. Las otras dos pistas son versiones de las canciones «Rebel Yell» de Billy Idol y «Unholy» de Kiss, que también cuenta con Zakk Wylde tocando el solo de guitarra. Rebels también contiene una Versión del director extendida de su video musical para la canción "Rebel Love Song".
La portada del EP fue realizada por Richard Villa, quien también hizo la portada de Set The World On Fire.

## Listado de canciones
| Standard Edition |                                                                          |                              |          |  |
| N.º              | Título                                                                   | Escritor(es)                 | Duración |  |
| 1.               | «Coffin»                                                                 | Andy Biersack, Lucian Walker | 4:15     |  |
| 2.               | «Rebel Yell» (Cover de Billy Idol)                                       | Billy Idol, Steve Stevens    | 4:38     |  |
| 3.               | «Unholy» (Cover de Kiss, con Zakk Wylde)                                 | Gene Simmons, Vinnie Vincent | 3:25     |  |
| 4.               | «Rebel Love Song» (Video musical, Versión del director de seis minutos.) |                              |          |  |